# フランス風序曲
フランス風序曲（フランスふうじょきょく）またはフランス式序曲（フランスしきじょきょく）とは、バロック音楽で幅広く用いられた楽曲形式（演奏形態としての「序曲」に留まらない、普遍的な作曲技法としての形式）を指す。

## 歴史
17世紀のフランスのバレエやオペラの開始に用いられた形式で、ルイ14世の宮廷に仕えた作曲家ジャン＝バティスト・リュリによって、荘重な付点リズムによる開始部分と、それに続く速いフーガ風の部分という対照的な2部分による構成が確立された。この形式はその後コンセールのような管弦楽曲の冒頭にも用いられるようになった。
この形式はドイツなどにも伝播し、組曲の冒頭に、前奏曲がわりにフランス風序曲形式を取り入れた楽曲が流行した。チェンバロやオルガンなどの器楽曲、オラトリオ・カンタータ等の声楽曲（前奏として、また声楽曲そのものとして）などにも広くこの形式が用いられた。
当時はOuverture"「序曲」といえばすなわちこのフランス風序曲の形式を指し、イタリア風序曲形式または自由な形式による「前奏曲」（プレリュードやシンフォニアなどと呼ばれるもの）とは峻別されていた。ただし、オラトリオのような宗教的な作例においては、明らかにフランス風序曲形式を取りながら「シンフォニア」と称している場合もある。いかにもフランス風宮廷世俗音楽を連想する語感を持つ “Ouverture” の呼称を避けて、イタリア教会音楽の慣習に従ったものと思われる。フランス風序曲を持つ組曲全体を"Ouverture"と呼ぶこともある（J.S.バッハの管弦楽組曲やフランス風序曲〈チェンバロ独奏曲〉など）。

## 形式
最も基本の構造は、緩やかなテンポのグラーヴェ (Grave) 部分と、速いテンポのヴィヴァーチェ (Vivace) という、緩・急の2部分により構成される。グラーヴェ部分を2回リピートしたのちヴィヴァーチェという形式（1）が最もシンプルで、より本格的な形式では、その後冒頭のグラーヴェを再現的に変奏した第2グラーヴェが来て締めくくる三部形式（2）となり、またさらにその後ヴィヴァーチェ→第2グラーヴェと繰り返す場合もある（3）。ただし、ヴィヴァーチェと第2グラーヴェを繰り返すか否かは、ある程度演奏者の選択に任されるため、同一曲でも機会によって異なる演奏がなされる場合がある。
模式図 (1)[G-G-V] (2)[G1-G1-V-G2] (3)[G1-G1-V-G2-V-G2] (G=Grave/V=Vivace)
グラーヴェは2拍子系で荘重な付点リズムを特徴とする。
ヴィヴァーチェは3拍子または複合拍子（特に6/4拍子）で、模倣を用いたフーガ的な形式をとる。それに加えて、協奏曲に似たリトルネロ形式を取り入れる場合もある。特に、当時イタリア音楽とフランス音楽の摂取融合が広く行われたドイツの楽曲にはしばしば見られる。

## 作例と脚注
1. ↑  フランソワ・クープラン『新しいコンセール』第4番「劇場風のコンセール」など
2. ↑  J.S.バッハは、独奏用の作品にもフランス風序曲の形式を用いており、チェンバロのためのフランス様式による序曲やパルティータ、オルガンのための前奏曲 変ホ長調「聖アン」BWV 532-1（いずれも『クラヴィーア練習曲集』に含まれる）のほか、無伴奏チェロ組曲#第5番ハ短調 BWV1011（もしくは同曲を移調編曲した無伴奏リュート組曲 第3番BWV995）といった作品がある。またゴルトベルク変奏曲の後半部分の開始に小規模なフランス風序曲を用いている。
3. ↑  ヘンデルのオラトリオ『メサイア』冒頭シンフォニアなど
4. ↑  J.S.バッハのカンタータ第110番、第119番の冒頭曲は、典型的なフランス風序曲形式を取り、ヴィヴァーチェ部分に合唱が加えられている。
5. ↑  前掲・ヘンデル『メサイア』の冒頭シンフォニアが好例
6. ↑  ヘンデル『水上の音楽』、前掲『メサイア』の冒頭シンフォニアなど
7. ↑  J.S.バッハ『管弦楽組曲』の第1番序曲は合奏協奏曲的トリオソナタ形式、同第2番は独奏協奏曲的形式を取り入れた好例